# Bangor (Pennsylvanie)
Pour les articles homonymes, voir Bangor.
Bangor est un borough situé au nord du comté de Northampton, en Pennsylvanie, aux États-Unis,. En 2010, il comptait une population de 5 273 habitants, estimée au 1er juillet 2020 à 5 340 habitants. Le borough est incorporé le 22 mai 1875.

## Démographie
Lors du recensement de 2010, le borough comptait une population de 5 273 habitants. Elle est estimée, en 2020, à 5 340 habitants.

### Source de la traduction
- (en) Cet article est partiellement ou en totalité issu de l’article de Wikipédia en anglais intitulé « Bangor, Pennsylvania » (voir la liste des auteurs).